# Чоканај (Арђеш)
Чоканај (рум. Ciocănăi) насеље је у Румунији у округу Арђеш у општини Мошоаја. Oпштина се налази на надморској висини од 429 m.

## Становништво
Према подацима из 2002. године у насељу је живело 593 становника, од којих су сви румунске националности.